# دیوید کوئرول
دیوید کوئرول (انگلیسی: David Querol؛ زادهٔ ۲۵ فوریهٔ ۱۹۸۹) بازیکن فوتبال اهل اسپانیا است.
از باشگاه‌هایی که در آن بازی کرده‌است می‌توان به باشگاه خیمناستیک تاراگونا و باشگاه فوتبال رئال بتیس اشاره کرد.